# عالم الأسرار
عالم الأسرار (بالإنجليزية: Asda Story) هي لعبة أنمي ثنائية الأبعاد متعددة اللاعبين على الإنترنت طُورت اللعبة من قبل شركة MaxOn Soft Corp ونُشرت في الشرق الأوسط من قبل شركة غيم باور 7.

## تاريخ اللعبة
أفتتح الخادم العربي في 25/10/2010 وتم إغلاقه بناءً على قرار المطورين في شركة MaxOn Soft Corp في 31/12/2012. اللعبة كانت في الأصل تُدعى Mic Mac في اليابان وكوريا الجنوبية وتم إغلاق خادم ميك ماك اليابان في 30/9/2008 بعد العمل لمدة لعامين. وفي عام 2011 بدأت نسخة عالم الأسرار الثانية التي تدعى باللغة الإنجليزية Asda2 في أمريكا الشمالية من قبل شركة gamescampus وأغلق الخادم في عام 15/7/2015 وفي عام 2012 في روسيا من قبل شركة NIKITA ONLINE وفي عام 2013 أفتتح الخادم العربي باسم أرض الأسرار من قبل شركة التحدي وأغلق الخادم في عام 14/9/2015. وفي عام 2015 بدأ خادم جديد للعبة بأسم Asda Global حصرًا في كوريا لفترة تجريبية ثم أصبح الخادم عالميًا. وفي عام 16/2/2016 بدأ الخادم العربي للعبة Asda Global بأسم أسطورة الأسرار.

## أنظمة اللعبة
- الشراكة:

اللعبة تمتلك نظام شريك الأسرار حيث يمكن للاعبين أثنين ان يُصبحوا شركاء. يمكن للاعبين أيضا ان يساعدا في زيادة مستوى شراكتهما في حال كان كليهما على إتصال بالإنترنت، أيضا يمتلك نظام شراكة الأسرار مهارات مميزة فقط لهم.
- الحفر:

الشخصيات أيضا تستطيع الحفر لإيجاد الأدوات على عكس التعدين في بقية ألعاب النمط المتعدد الأخرى ويمكن الحفر أيضا في أي مكان خارج المُدن وكل ماهو مطلوب للحفر هو مجرفة التي تتوفر لكل الشخصيات منذ بداية اللعبة طبيعة ونوعية المواد التي يتم الحصول عليها عن طريق الحفر يختلف وفقا لمستوى الشخصية ومكان الحفر.
- الصيد:

نظام الصيد داخل اللعبة يعد فريدًا من نوعه ويمكن اللاعبين من الحصول على عدة القاب خاصة به وكذلك على الحصول على عدة ادوات لا تأتي إلا من خلال الصيد
كما وأنه بإمكان اللاعبين القيام بإكمال كتب الصيد داخل اللعبة والحصول على الجوائز المختلفة ومن شروط الصيد الحصول على صنارة وطعم الصيد من تاجرة معدات الصيد.
- الألقاب:

يمكن للشخصيات أيضا الحصول على الألقاب والتي يمكن عرضها فوق أسمائهم ويتم الحصول على الألقاب من خلال المشاركة أو تنفيذ مجموعة من متنوعة من إجراءات في اللعبة من مجرد التقاط كل ما تجده لمساعدة الشخصيات الغير لاعبة من خلال أستكمال المهام إلى إنشاء الكتائب أو الانضمام إليها فقط عند تحقيقك للقب تستطيع إظهاره فوق إسمك ولكن عند الإستكشاف لا تستطيع إظهاره وهنالك فوائد ملموسة من إستكشاف الالقاب لمعرفة كم يلزم لإنهاء هذا اللقب
- التخصصات:

تبدأ الشخصيات في المستوى 1 مع وظيفة عامة «المبتدئ», الذي ليس لديه مهارات متاحة. في المستوى 5 فقط يمكن للاعب اختيار التخصص الذي يريده من بين المحارب، الرامي أو الساحر عبر الذهاب لمدرب التخصص وأخذ المهمة وإنهائها والعودة لمدرب التخصص الخاص بك، كل فئة لديها طبقة العمل الثانية، الثالثة، الرابعة كل هذه الطبقات لا يتاح التطور لها إلى من مستوى محدد فالوظيفة الثانية ينبغي الوصول للمستوى 24 للتطور لها والوظيفة الثالثة ينبغي الوصول للمستوى 40 للتطور لها والوظيفة الرابعة ينبغي الوصول للمستوى 60 للتطور لها أيضا من الممكن مواصلة زيادة المستوى بدون أخذ مهمة تغيير الوظيفة.
حرب الفرق:
- نظام حرب الفرق هو نظام فريد من نوعة حيث اللاعبين الذين فوق الوظيفة الثانية بإمكانهم الاختيار ما بين ثلاث فرق النور، الظلام أو الفوضى والدخول للقتال لكسب نقاط الشرف وقطع الحرب النقدية والتي بدورها يمكن إستخدامها لشراء سلع خاصة من متجر الحرب ينقسم نظام الحرب إلى ثلاث مراحل مختلفة، واحدة للمستويات ما بين 24-39 ويتم الدخول لها من الفارس عقاب في بلاد الأحلام، وآخر للمستويات ما بين 40-59 ويتم الدخول لها من الكابتن عاتق في بلاد النور، وآخر للمستويات من 60 وأعلى ويتم الدخول لها من الزعيم محروس في أرض اللهيب، لجعله أكثر توازنا وتوفير لاعبين أقل لكل مرحلة مع تسلية أكثر لبيئة الحرب.
- قوة الشخصية:

يتم زيادة إحصائيات الشخصية تلقائيا في هذه اللعبة بدلا من تخصيصها من قبل اللاعب. وتكمل الأحجار الكريمة إحصائيات الشخصية أيضا عند وضعها في الأسلحة أو الدروع وعبر تطوير هذه الأدوات وتغيير خصائصها تزداد خصائص الشخصية أكثر فأكثر.